# 프레더릭 더글러스
프레더릭 더글러스(Frederick Douglass, 1818년 2월 14일 ~ 1895년 2월 20일)는 미국의 노예제 폐지론자, 신문 발행인, 강연자, 정치가이자 개혁가였다. "애너코스티아의 철인"과 "애너코스티아의 사자"로 불렸던 더글러스는 자신의 시대의 가장 두드러진 아프리카계 미국인들 중에 있으면서 미국 역사상 가장 영향력 있는 강연자와 저자들 중의 하나였다.
프레더릭 더글러스는 미국에서 노예제의 폐지에서 주요 인물이었다. 그의 동기 부여는 노예로서 자신의 초기 생애와 전체의 사람들이 하나님의 눈에 동등한 성서에 뿌리를 둔 자신의 신념에 기초를 두었다. 더글러스는 흑인과 여성 혹은 최근의 이민자이든 전체의 사람들의 평등에 확고한 신자였다. 그는 모든 인류에 형재애를 옹호하는 데 자신의 일생을 보냈다. 그의 가장 좋아하는 인용문들 중의 하나는 "난 옳은 것을 하는 자와 함께, 그리고 아무도 잘못된 것을 하는 자와 함께 단결할 것이다."였다.

## 노예 생활
"프레더릭 오거스터스 워싱턴 베일리" (Frederick Augustus Washington Bailey)라는 본명으로 이스턴에서 12 마일 떨어져 있으며 힐스보로 근처에 있는 메릴랜드주 탤벗군에서 태어났다. 자신이 아직도 유아였을 때 그는 자신의 모친 해리엇 베일리와 헤어졌다. 노예들로서 모친과 그녀의 자녀들은 가끔 헤어졌다. 노예 소유자들은 노예들의 영혼을 깨는 데 필수적이었다. 그러므로 이 실행은 가끔 따라졌다. 이후의 생애에 프레더릭은 모친이 자신과 함께 30분 동안 밤을 보내는 데 그녀가 12 마일을 산책한 시간들을 가끔 이야기 하였다. 그는 "진실한 모친의 마음은 그녀의 것이다."와 "난 그녀의 존재를 느끼지 않으면서 일생에서 몇몇의 단계를 택하였다."는 것을 썼다. 모친은 프레더릭이 9세때 사망하였다. 어떤이들이 그의 주인 애런 앤서니가 그의 부친이었다는 것을 믿어도 그는 자신의 부친이 백인이었다는 것보다 부친의 정체에 관하여 아무것도 몰랐다. 앤서니가 사망했을 때 프레더릭은 토머스 올드의 부인 루크레티아 올드 여사에게 주어졌다. 어린 그는 토머스의 동생 휴를 섬기는 데 볼티모어로 보내졌다. 후에 더글러스는 이 "섭리의 법령"을 선언하였다. 그는 "볼티모어에 가는 기초를 놓을 것이며 나의 전체의 후속 속성으로 문길을 열었다. 나에게 참석한 이후로 그런 섭리의 첫 명백한 발현으로서 나는 그것을 여태까지 여겨왔으며 나의 인생을 많은 호의로 표시하였다. 이 좋은 영혼은 하나님으로부터 왔고, 그에게 나는 감사와 찬양을 드린다."고 썼다.

### 초기 교육
프레더릭이 10세때 휴 올드의 부인 소피아는 그에게 읽는 것을 가르치면서 법을 어겼다. 올드 씨가 이것을 발견했을 때 그는 강하게 불찬성하여 만약 노예가 읽는 것을 배운다면 자신의 상태에 불만이 있고 자유를 욕망하게 될 것이라고 말하였으며, 후에 프레더릭은 자신이 여태까지 들었던 첫 비폐지론 연설로서 이것을 언급하였다. 그가 케일립 빙햄에 의한 저서 〈컬럼비아의 강연자〉의 사본을 매입했을 때 그의 어린 생애에서 또다른 전환기가 일어났다. 그것은 그가 여태까지 소유한 첫 책이었다. 프레더릭은 또한 자신 소유의 음성을 찾는 목적에 로마의 강연자 키케로에 의한 고전 연설들을 공부하고 암기하였다.
이 시기 동안 프레더릭은 자신에게 영혼적인 부친이 된 "Uncle Lawson"으로 우리에게 알려진 신앙심이 깊은 남성에게 집착하였다. 어린 프레더릭은 자신이 속박에서 구출되는 데 그것이 가능했다는 것을 자신에게 말해준 로슨과 함께 하는 데 모든 기회를 택하였다. 더글러스는 그것이 일어나기를 열렬하게 하나님께 기도를 드렸다. 이 사건의 전환은 노예제가 하나님의 호의적인 창조였으며 충실하고 순종적인 노예들이 죽어서 천국에 갈 것을 가르친 설교자들을 오히려 좋아하고 감사했던 노예 소유자들을 기쁘게 하려고 하지 않았다. 이것은 어떻게 프레더릭이 기독교를 해석한 것이 아니었다. 그를 위하여 그것은 하나님 앞에서 전체의 사람들의 평등과 이 생활에서 속박으로부터 구출을 의미하였다. 종교는 더글러스에게 자신을 소중히 여기고, 다른이들을 사랑하고 자유를 얻는 데 노력하는 것을 가르쳤다. 기독교의 이상은 그의 업무에 인상을 주고 그의 활동들을 인도하는 도움을 주었다.

### 에드워드 코비와 싸움
1834년까지 프레더릭은 탤벗군에 있는 농장에 돌아와 있었다. 사라진 것들은 볼티모어에서 펠스포인트의 거리와 부두들을 따라 배우는 데 그의 기회들이었다. 이제 자신의 어린 일생의 위대한 시험을 시작하였다. 휴 올드는 프레더릭을 비번하게 잔인한 "노예 파괴자" 에드워드 코비로 불린 농부에게 빌려주었다. 16세의 프레더릭은 실제로 코비 아래 그의 시련으로 거의 심리적으로 부서졌으나 결국 구타에 반항하여 싸웠다. 코비는 프레더릭과 대결에서 졌고, 다시는 그를 구타하지 않기로 하였다. 이 사건은 프레더릭의 승리가 "노예 파괴자"로서 자신의 명성을 망치거나 자신이 단순하게 자신의 패배에 관하여 부끄러웠던 것에 관한 소식을 코비가 두려워하였기 때문에 아마도 감추어져 있었다.

### 자유로 탈출

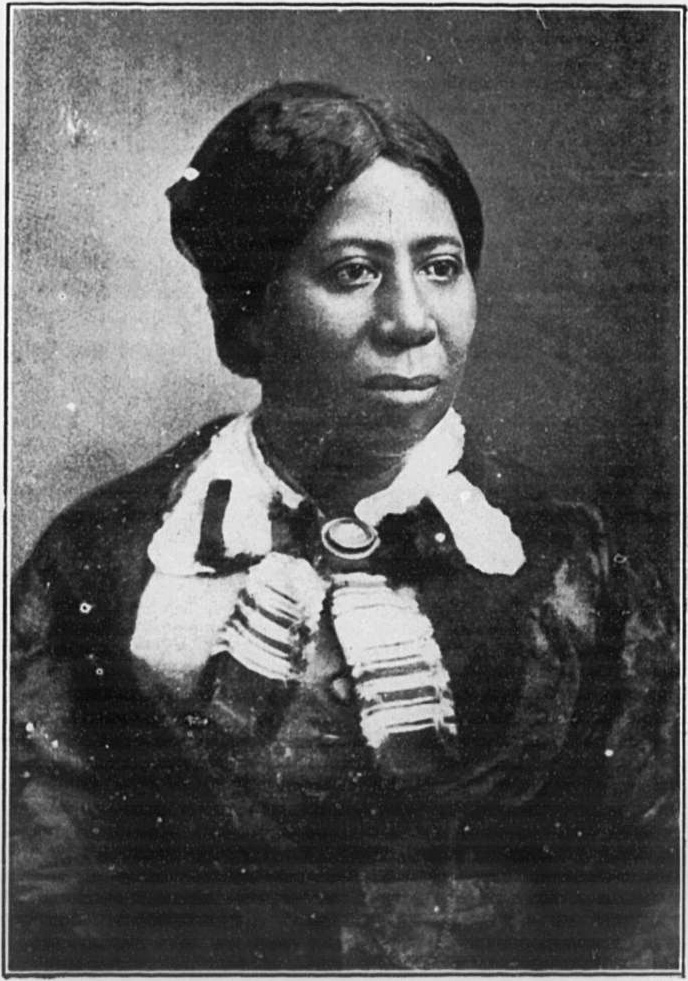
더글러스의 첫 부인 애나 머리

1837년까지 프레더릭은 펠스포인트에 돌아와 있었고, 자유 흑인들의 토론 클럽인 이스트 볼티모어 향상 사회에 가입하였다. 사회를 통하여 그는 자유 흑인 가정부 애나 머리를 만났다. 애나 머리는 프레더릭의 탈출을 위하여 필요했던 항해자들의 용지들을 사는 데 포스터 침대를 팔았다. 1838년 9월 3일 프레더릭은 노예 생활로부터 자유로 가는 자신의 길에 볼티모어에서 열차를 타 항해자의 제복을 입고 자유 흑인 선원에 의하여 마련된 식별 용지들을 날랐다. 용지들에서 자신이 물리적 설명과 일치하지 않았어도 안내자는 그들에게 우연한 시선 만을 주었다. 볼티모어에서 프레더릭은 델라웨어주 윌밍턴으로 자신의 길을 이루었다. 메릴랜드주와 델라웨어주가 둘다 노예주들로서 그는 지소적으로 북부로 향하였다. 그는 펜실베이니아주 필라델피아를 통하여, 그러고나서 뉴욕으로 갔다. 그는 거기로부터 애나에게 편지를 써 9월 15일 그들은 결혼하였다. 그들은 뉴욕주가 도망자들을 위하여 안전하지 않았던 것에 경고를 받아 매사추세츠주 뉴베드퍼드로 이동하였다. 이 일은 한 노예의 가장 창조적 탈출들의 하나로서 아무 의미가 없었고, 헨리 "박스" 브라운은 26 시간이나 걸린 여행에 버지니아주에서 필라델피아로 소포로서 자신에게 우편을 보냈다. 이때 프레더릭 베일리가 자신의 이름을 프레더릭 더글러스 (Frederick Douglass)로 바꾸어 월터 스콧 경의 소설 〈호수의 여인〉에 나온 영웅적 인물의 이름을 체택하였다.

## 경력

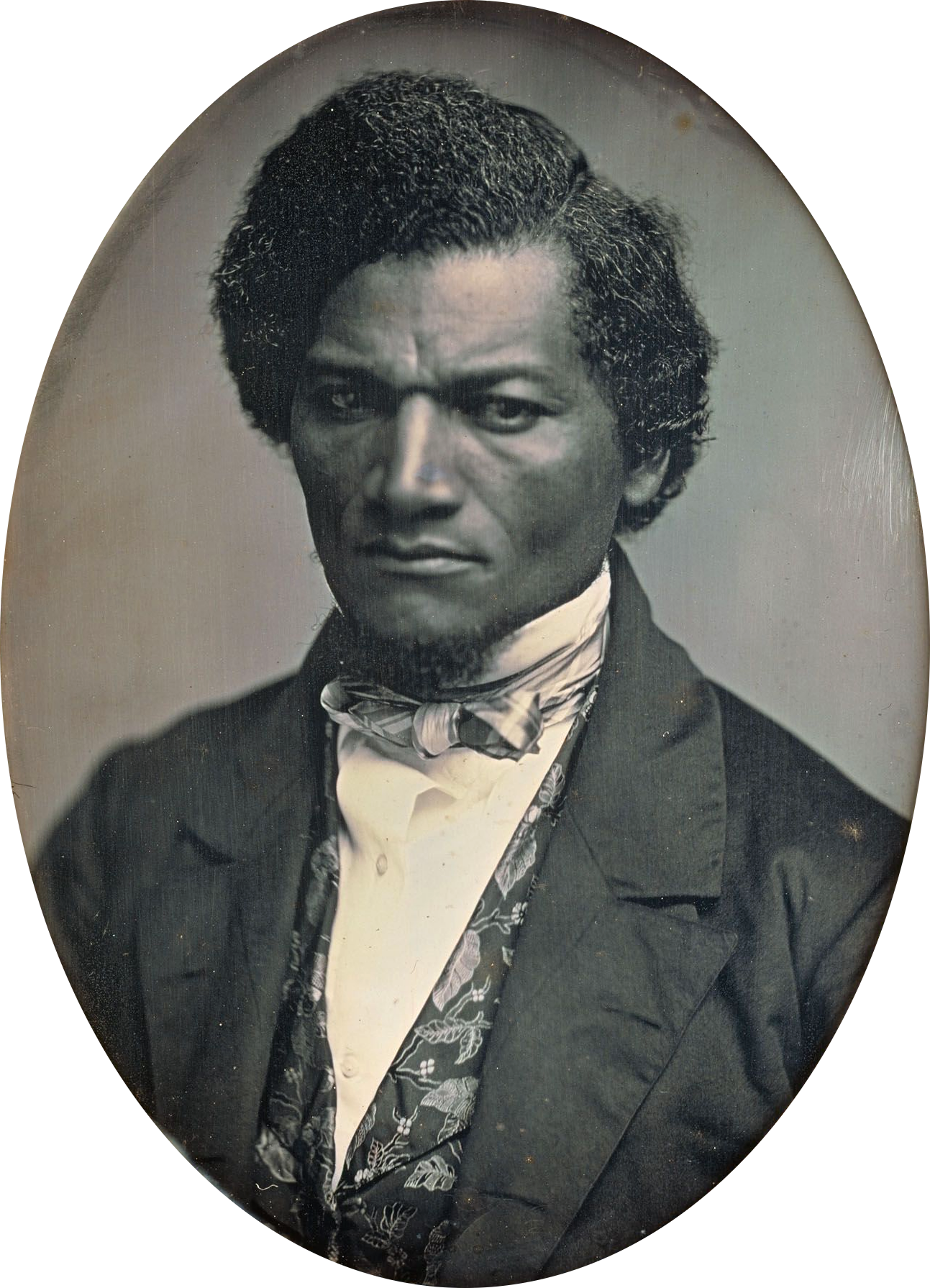
30대 초반의 더글러스

더글러스는 지속적으로 책을 읽었다. 그는 흑인 교회를 포함한 뉴베드퍼드에서 다양한 조직들에 가입하였다. 그는 정규적으로 노예제 폐지론자의 회의들에 참석하였다. 그는 윌리엄 로이드 개리슨의 주간 신문 〈해방자〉로 기명하였고, 1841년 그는 브리스톨 반노예제 사회의 해마다 회의에서 개리슨의 연설을 들었다. 더글러스는 개리슨에 의하여 영감을 받아 후에 "윌리엄 로이드 개리슨의 한 것들처럼 이런 정서들과 함께 여태까지 아무 표면과 형성이 나에게 인상을 주지 않았다."고 진술하였다. 개리슨은 더글러스와 함께 마찬가지로 인상을 받고 해방자 신문에 그를 언급하였다.
며칠 후에 더글러스는 난터켓섬에서 열린 매사추세츠주 반노예제 사회의 해마다 집회에서 자신의 첫 연설을 하였다. 당시 23세였던 더글러스는 후에 자신의 다리들이 흔들리고 있었다는 것을 말하였다. 그는 자신의 긴장을 이기고 노예로서 자신의 삶에 관한 웅변을 하였다.
1843년 더글러스는 미국의 동부와 중서부를 통하여 회의장의 6개월 순회에 미국 반노예제 사회의 100개 집회 계획에 참가하였다. 모두가 그의 담화에 감사한 것이 아니었고, 1844년 9월 인디애나주 펜들턴에서 화가 난 폭도가 더글러스를 구타하여 그의 손을 부러뜨렸다. 1845년 그는 자신의 첫 저서 〈미국인 노예 프레더릭 더글러스의 삶의 이야기〉를 발간하였다. 자신의 책의 인기는 강제로 그를 국가의 외부로 나가도록 하였다. 1847년까지 그는 미국에 돌아와 뉴욕주 로체스터에 정착하였다. 1848년 그는 미국의 여성 참정권 운동의 발상지 세네카폴스 집회에 참가하여 감정 선언의 서명자였다.
더글러스는 〈북극성〉, 〈프레더릭 더글러스 주간지〉, 〈프레더릭 더글러스의 신문〉, 〈더글러스의 월간지〉와 〈새로운 국가의 시대〉 같은 일련 신문들의 발행인이 되었다. 북극성의 표어는 "권리는 성별이 없고 - 진실은 색깔이 없고 - 하나님은 우리 모두의 부친이며 우리는 전부 형제이다."였다.

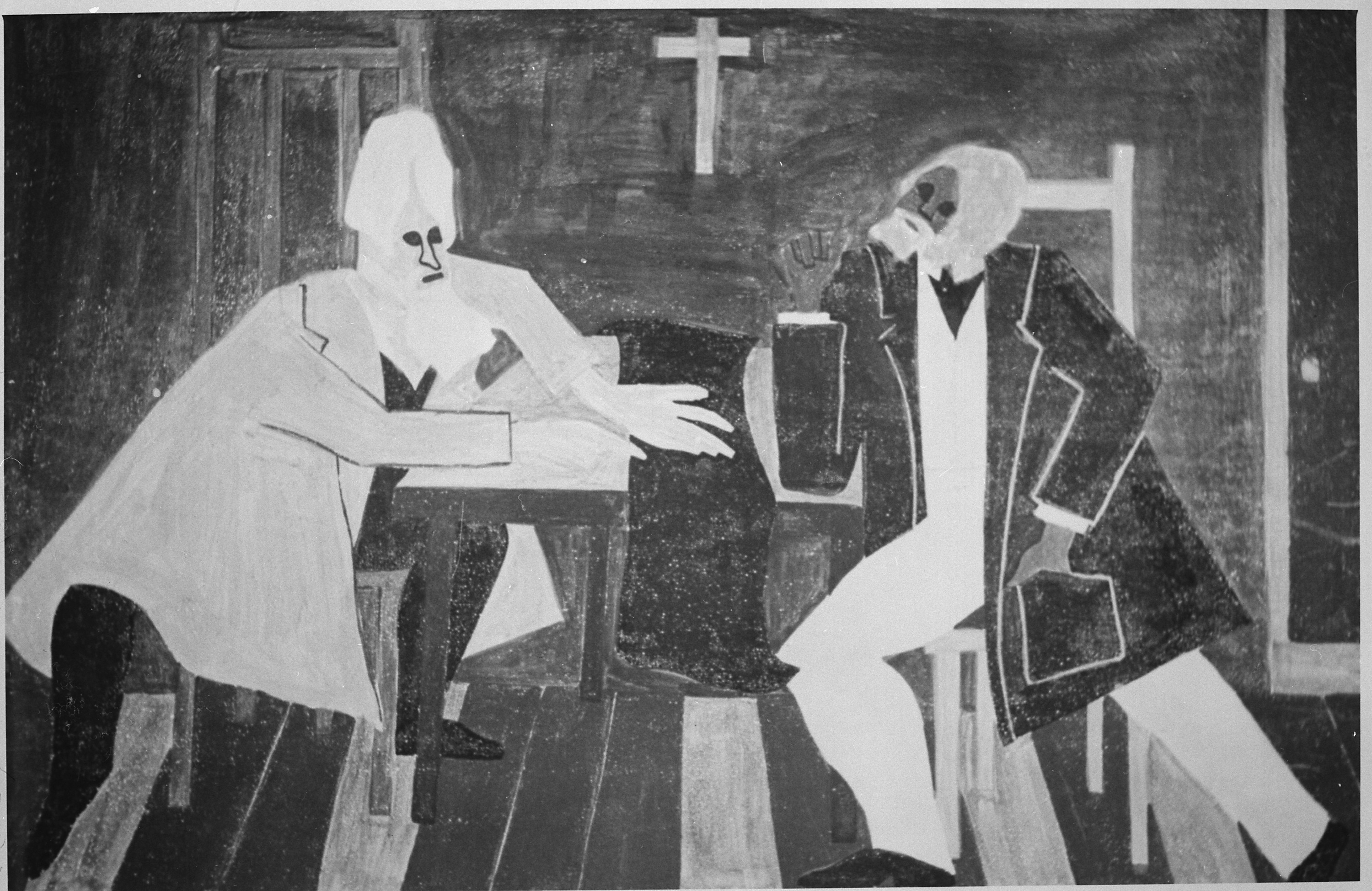
존 브라운의 하퍼스 페리에 있는 병기 공장을 공격하는 계획에 논쟁하는 더글러스

더글러스의 업무는 남북 전쟁에 대비하고 일어난 동안의 세월들에 걸쳤다. 그는 급진파 노예제 폐지론자 존 브라운과 정통하게 되었으나 무장 노예 반란을 시작하는 데 브라운의 계획을 찬성하지 않았다. 존 브라운의 급습이 있던 후에 더글러스는 그를 칭송하여 그가 노예들을 해방시키는 데 기꺼이 살고 있었다는 것을 말하였으나 브라운은 자신의 인생을 주는 데 기꺼이 하고 있었다. 브라운과 자신의 연락 때문에 더글러스는 다시 국가를 떠나야 했다. 그가 아직도 잉글랜드에 있었던 동안 1860년 3월 더글러스의 막내딸 애니가 로체스터에서 11세의 나이에 사망하였다. 이 소식을 들은 더글러스는 즉시 귀국하였다. 그는 이어진 달에 도착하여 발각을 피하는 데 캐나다를 통한 북부로 길을 탔다. 더글러스의 저택은 캐나다 국경과 가깝고 지하 철도에 마지막 착륙장들 중의 하나였다.
더글러스는 남북 전쟁을 자유와 노예제 사이의 분투로서 보았다. 자신을 위하여 노예제의 죄악은 미국인들이 자신들의 피를 흘려는 데 강요되어야지만 끝낼 수 있었다는 것이었다. 그는 특히 노예들이 자신들의 자유를 얻는 도움을 줄 수 있도록 흑인들이 북군을 대표하여 싸우기를 원하였다. 에이브러햄 링컨 대통령의 원래 근심은 합중국을 구하는 것에 있었으나 1863년 1월 1일 노예 해방 선언이 선포되었고, 첫 공식적 흑인 군인들이 등록되었다. 그해 더글러스는 링컨 대통령과 흑인 군인들의 대우, 그리고 후에 앤드루 존슨 대통령과 흑인 선거권에 관하여 회담하였다. 링컨의 암살 사건을 들었을 때 더글러스는 로체스터에 있었고, "링컨 대통령은 그의 국민들의 부친으로서 사망하였고, 노예로 지내온 미국에서 남아있는 한 그들에 의하여 애도될 것이다."라고 말하였다. 메리 토드 링컨 여사는 그들의 지속적인 우정의 표시로서 대통령의 가장 좋아했던 지팡이를 더글러스에게 주었다.

### 자서전
더글러스의 가장 잘 알려진 업무는 1845년에 발간된 그의 자서전 〈미국인 노예 프레더릭 더글러스의 삶의 이야기〉이다. 비평가들이 책을 진실하지 않은 것으로 공격하여 교육을 받지 않은 흑인 남성이 아마 너무 설득력 있는 문학 작품을 발표할 수 있었다는 것을 믿지 않았다. 자신의 잠시 소피아 올드 여사의 보호를 제외하고 더글러스는 완전히 독학이었다. 책은 즉시의 베스트셀러였고, 압도적으로 긍정적인 평론의 견해들을 받았다. 그 출판의 3년 안에 그 것은 미국에서 퍼진 11,000개의 사본과 함께 9번이나 재판되었으며 프랑스어와 네덜란드어로 번역되었다.
책은 성공은 불운한 부작용을 가졌는 데 그의 친구와 선도자들은 명성이 자신의 "재산"을 도로 얻는 데 시도할 수 있었던 더글러스의 전 주인 휴 올드의 관심을 끌 것에 두려워 하였다. 그들은 많은 다른 전 노예들이 해내면서 그를 아일랜드 순방을 떠나는 데 용기를 주었다. 그해 8월 16일 그는 리버풀을 위하여 캄브리아 호를 타고 아일랜드 대기근이 겨우 시작되었을 때 아일랜드에 도착하였다.

### 영국 여행
더글러스는 영국 제도에서 2년을 보내면서 주로 개신교 교회들에서 몇몇의 설교를 하였다. 그는 영국에서 자신이 "피부색이 아닌 남성으로서" 대우를 받았는 것을 알아차렸다.
그는 아일랜드의 국가주의자 대니얼 오코넬과 만나 친구하였다. 더글러스가 스코틀랜드를 방문했을 때 그가 미국의 노예 소유자들로부터 돈을 받은 것으로 비판했던 스코틀랜드 자유교회의 일원들이 "검둥이를 돌려보내라"고 읽은 벽보들과 함께 그를 반대하였다. 잉글랜드인 친구들은 그의 자유를 취득하여 영국에서 머무는 데 그를 설득하였다. 그러나 더글러스는 자신의 가족을 갈망하였고 자신의 진실적 임무는 노예가 된 자신의 형제·자매들을 미국으로 돌아는 도움을 주는 것을 알았다.
더글러스와 애나 여사는 5명의 자녀를 두었는 데 그들 중 2명 - 찰스와 로세타는 그의 신문들을 발간하는 도움을 주었다. 찰스와 다른 아들 루이스는 남북 전쟁이 일어난 동안 군인들로 복무하였다.

### 북극성 문제
1847년 더글러스는 로체스터의 신문 〈북극성〉을 창설하였다. 한 저녁에 남성들의 단체가 사무소로 난입하여 위협적으로 인쇄기들 중의 하나를 향하여 접근하기 시작하였으나 더글러스는 그들을 이겼다. "너는 이 장소를 부수어 버릴 수 있고 난 다른 곳에서 나의 신문을 개장할 것이다. 나를 멈추고, 다른이들이 나의 장소를 차지할 것이다. 넌 나의 신문을 파괴하려고 여기에 왔나? 내가 널 도와주마."하면서 더글러스는 자신이 인쇄기를 부수어 버렸다. 그러므로 더글러스는 성공적으로 대결을 확산하였다.

### 남북 전쟁

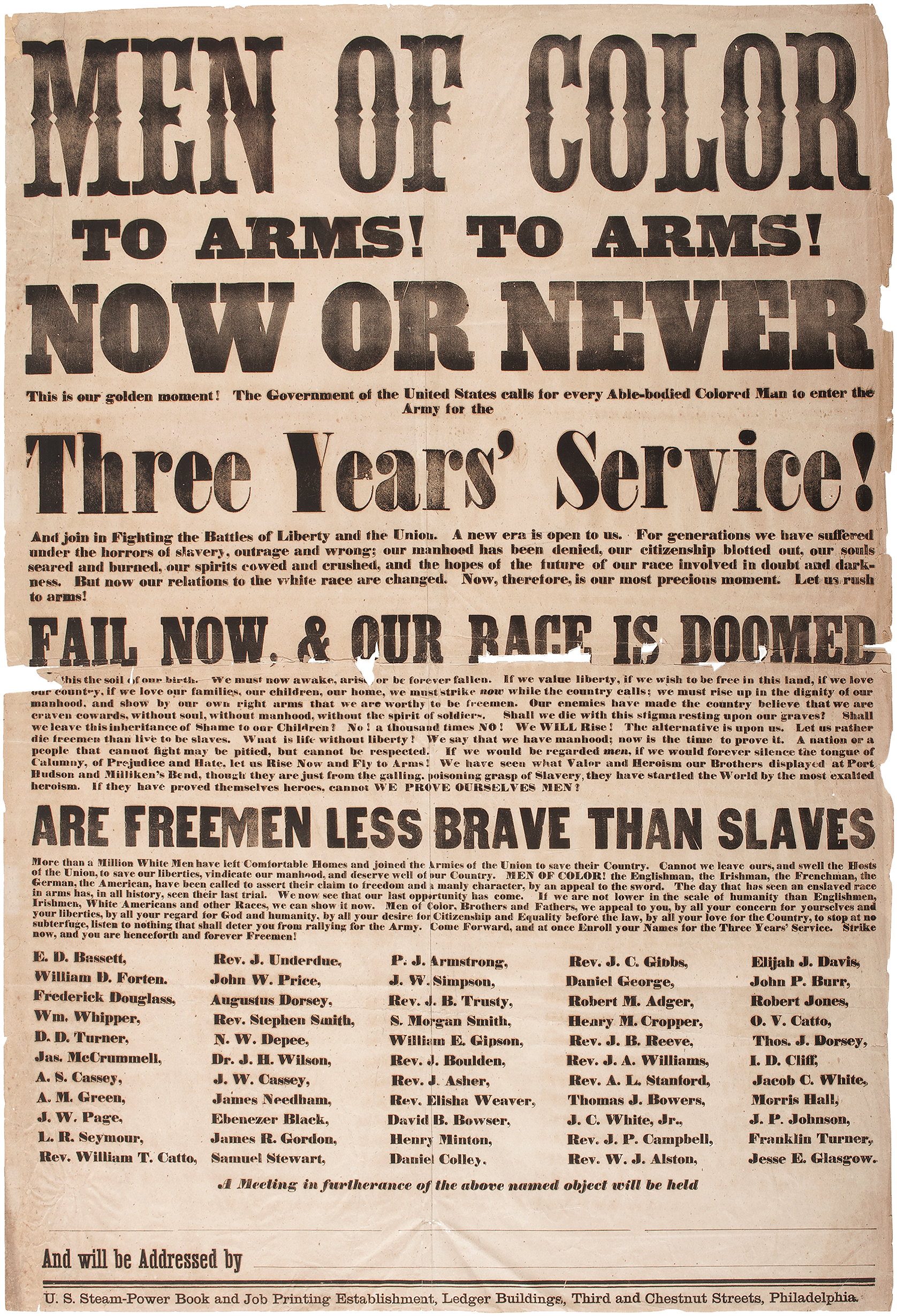
더글러스가 남북 전쟁에 흑인들의 참전을 연설한 넓은 목록 (1863년)

1851년 더글러스는 북극성 신문을 1860년까지 발간된 〈프레더릭 더글러스의 신문〉을 형성하는 데 게릿 스미스의 〈리버티 파티 신문〉과 합병하였다. 더글러스는 스미스와 라이샌더 스푸너와 함께 미국 헌법이 반노예제의 문서인 것을 동의하러 와서 자신의 초기 믿음이 자신이 윌리엄 로이드 개리슨과 나누었던 견해인 친노예제였다는 것을 전환시켰다. 개리슨은 공공적으로 그 사본들을 불태우면서 헌법에 관한 그의 의견을 증명하였다. 더글러스의 헌법에 위치 변경은 1846년 스푸너의 저서 〈노예제의 헌법 위반〉의 출판 후에 노예제 폐지 운동에서 나타난 의견 차이의 가장 두드러진 사건들 중의 하나였다. 다른 정치적 차이들은 물론 의견에서 이 변화는 더글러스와 개리슨 사이에 균열을 창조하였다. 더글러스는 더욱 나가서 헌법이 노예제에 대항하는 싸움에서 수단으로서 이용될 수 있거나 그렇게 되어야 한다고 말하면서 개리슨에 화를 냈다. 이 일과 함께 더글러스는 개리슨의 견해들로부터 자신의 독립을 단언하기 시작하였다. 개리슨은 북극성 신문을 〈국가 반노예제 규범〉과 매리어스 로빈슨의 〈반노예제 나팔〉과 경쟁한 것으로 보았다.
남북 전쟁이 일어난 때까지 더글러스는 국가에서 가장 유명한 흑인 남성들 중의 하나였으며 흑인종의 상태와 여성의 권리 같은 다른 논점들에 자신의 웅변술로 알려졌다. 그는 동등한 지위에 대통령을 방문하는 데 첫 흑인 남성이었다. 링컨 대통령이 그를 볼때마다 "여기 나의 친구, 프레더릭 더글러스입니다."고 말하였다. 대통령은 자신이 더글러스와 긴 산책을 원했기 때문에 한번 코네티컷주지사 윌리엄 앨프레드 버킹햄을 계속 기다리게 하였다. 전쟁의 마지막 2년 동안 대략 200,000명의 아프리카계 미국인들이 북군 연대들에 복무하였다. 써우는 데 기회가 주어졌을 때 흑인들은 누구처럼 용감한 것을 증명하였다. 자유와 북군을 위하여 싸운 30,000명 이상이 전사하였다.

### 재건 시대

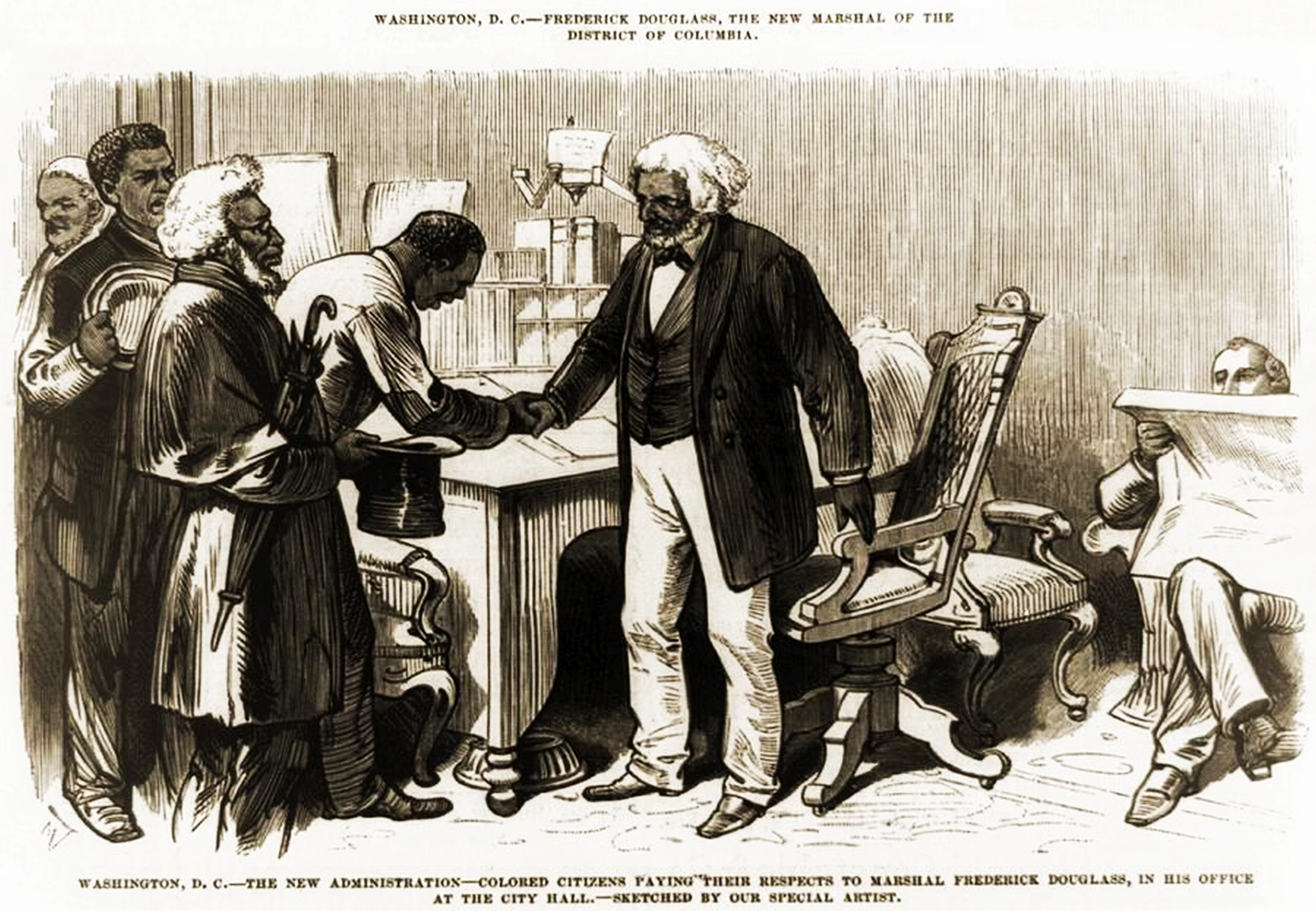
컬럼비아 특별구 경찰서장 시절의 더글러스 (1877년)

남북 전쟁 후에 더글러스는 다수의 중요한 정치적 직위들을 보유하였다. 그는 재건 시대의 실패한 해방자 저축 은행의 회장, 컬럼비아 특별구의 경찰서장과 아이티 주재 공사, 그리고 산토도밍고를 위한 공사 대리를 지냈다. 2년 후에 그는 미국 정부의 저책과 함께 의견 차이들이 이유로 자신의 공사직을 사임하였다. 1872년 그는 방화가 의심되었던 로체스터의 저택이 불이 탄 후에 워싱턴 D. C.로 이주하였다. 북극성 신문의 완전한 세트는 화재에 잃어졌다.
1868년 더글러스는 율리시스 S. 그랜트의 대통령 선거 운동을 지지하였다. 클랜법과 집행법은 그랜트 대통령에 의하여 법률로 서명되었다. 그랜트는 그들의 규정들을 적극적으로 사용하고, 사우스캐롤라이나주에서 인신 보호 영장을 잠시 정지하고, 거기와 다른 주들로 연방군을 보냈으며 그의 리더십 아래 5,000명의 체포가 이루어졌고, 쿠 클럭스 클랜은 심각한 아래 다루어졌다.
클랜을 붕괴한 그랜트의 정력은 많은 백인들 사이에 그를 인기없게 만들었으나 더글러스는 그를 칭송하였다. 더글러스의 제휴자는 그랜트에 관하여 아프리카계 미국인들이 "그의 이름, 명성과 거대한 업무들의 감사한 기억을 소중히 간직할 것이다."란 것을 썼다. 대립은 쿠 클럭스 클랜에게 제한되지 않았다. 다른 인종차별 단체들이 또한 역할을 하였다. 1869년부터 1893년는 더글러스는 모든 공화당 대통령들의 취임식에 단 하나의 흑인이자 중요한 공무원으로 지냈다.

## 이후의 생애

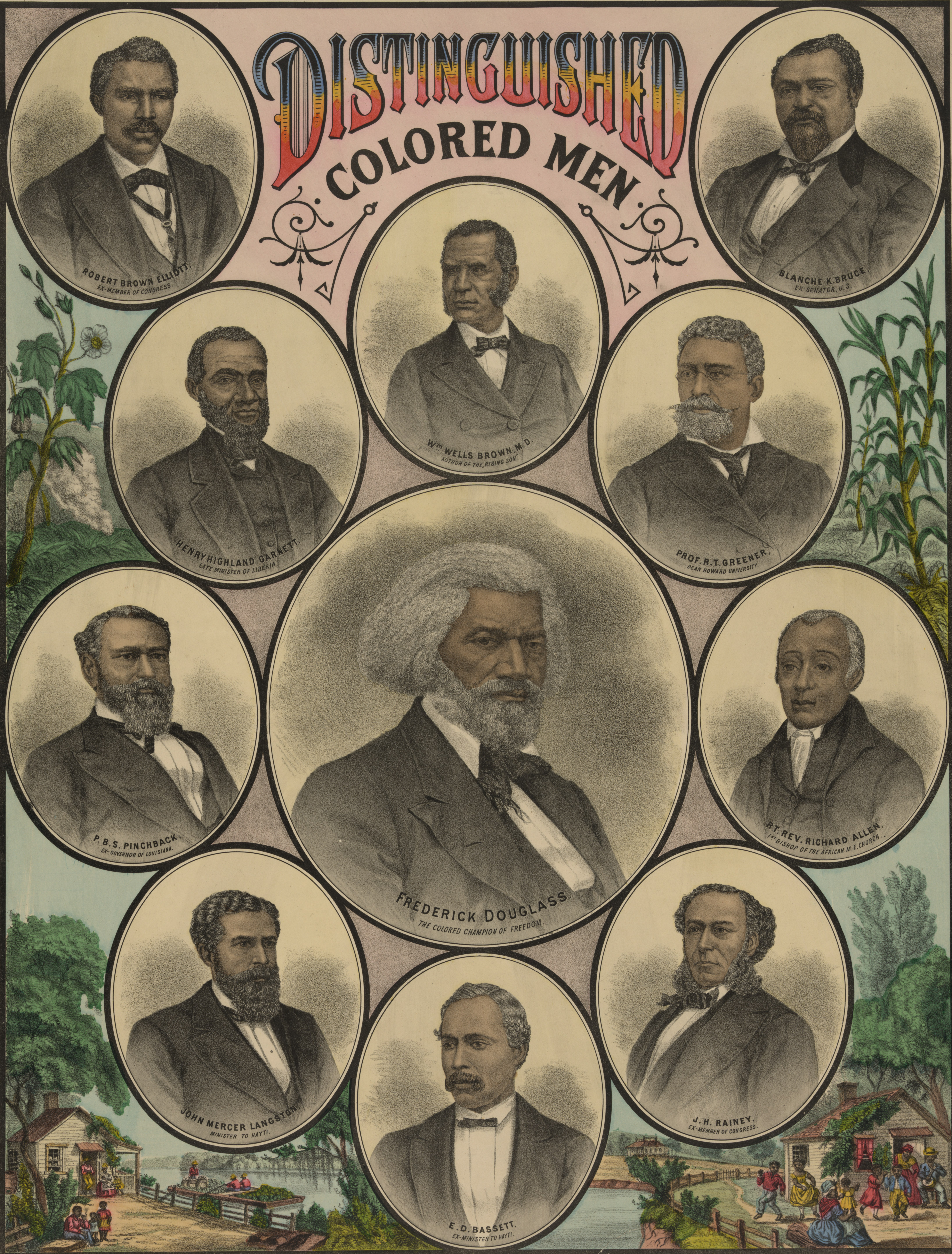
19세기 저명한 아프리카계 미국인들이 나온 포스터 (중앙이 더글러스)

1877년 더글러스는 워싱턴 D. C.에서 애너코스티아강을 바라보는 언덕에 자신의 최종 저택을 매입하였다. 그는 그것을 "세다힐" (Cedar Hill)로 이름을 지었다. 그는 14개에서 21개의 방들로 저택을 확장시켰다. 1년 후에 더글러스는 인접한 부지들의 매입과 함께 자신의 소유지를 15 에이커 (61,000km2)로 확장시켰다. 저택은 현재 프레더릭 더글러스 국립기념물이다.
재건의 실망들이 있던 후, "엑소더스터스" (Exodusters)로 알려진 아프리카계 미국인들이 전흑인 타운들로부터 캔자스주로 이주하였다. 더글러스는 운동에 대항하는 연설을 하여 흑인들을 튀어나오라고 촉구하였다. 그는 흑인 관중들에 의하여 넓게 비난과 야유를 받았다.
1881년 더글러스는 컬럼비아 특별구의 부동산 양도문서의 기록인으로 임명되었다. 그를 우울한 상태로 놓은 1882년 부인 애나 여사가 사망하였다. 활동가 아이다 B. 웰스와 그의 교제는 그의 일생으로 의미를 도로 가져왔다. 1884년 더글러스는 뉴욕주 허니오이에서 온 백인 여권 확장론자 헬렌 피츠와 결혼하였다. 피츠는 더글러스의 노예제 폐지론자 동료이자 친구 기디언 피츠 주니어의 딸이었다. 마운트 홀리오크 칼리지 졸업생 피츠는 워싱턴 D. C.에 사는 동안 〈알파〉로 불린 급진적 여권 확장론 발간에 일하였다.
프레더릭과 헬렌 피츠 더글러스는 자신들의 결혼 생활의 결과로서 논쟁의 폭풍을 향하였다. 그녀는 백인 여성이며 그보다 20세 가까이 어렸다. 가족들은 둘다 반동하였고, 그들이 그의 결혼 생활이 자신들의 모친의 거절이었던 것을 느끼면서 그녀의 가족은 그녀에게 말하는 것을 멈추었고, 그의 가족은 상처를 입었다. 그러나 개인주의 여권 확장론자 엘리자베스 케이디 스탠턴은 부부를 축하하였다. 전체의 논쟁에 더글러스의 응답은 "나의 첫 부인은 나의 모친의 피부색이었다. 나의 두번째 부인은 나의 부친의 피부색이다."였다. 더글러스는 흑인과 백인들이 갈라진 것에 하나로서 세상을 전혀 보지 않았다. 그는 "인간의 공동 형제 애의 본능적 의식"에 관하여 말하면서 그것을 우리 전부가 하나의 인류에 속하는 것으로 보았다.
새 부부는 1886년부터 1887년까지 잉글랜드, 프랑스, 이탈리아, 이집트와 그리스로 여행을 다녔다.
이후의 생애에 더글러스는 자신의 생일을 확인하기로 결심하였다. 그는 자신의 계산에 의하여 1817년 2월에 태어났으나 역사가들은 1818년 2월에 그의 출생을 지적하는 기록을 찾았다. 어린이로서 그는 모친이 자신에게 그녀의 "작은 발렌타인"으로 불렀던 것을 기억하여 2월 14일을 자신의 생일로 체택하였다.
그는 아일랜드 내부 규칙 운동을 위하여, 그리고 찰스 스튜어트 파넬의 노력들에 연설하였다. 1886년 그는 잠시 아일랜드를 재방문하였다. 1892년 아이티 정부는 더글러스를 시카고에서 열린 세계 컬럼비아 박람회로 그 위원으로 임명하였다. 그는 린칭의 증가에 관한 연설을 하였다. - "남성들이 인종 문제에 관하여 이야기한다. 거기에는 니그로 문제가 없다. 문제는 미국의 국민들이 자신들의 헌법에 부합하는 데 충분히 충성을 가지던, 충분히 명예를 주던, 충분히 애국심을 가지던이다." 더글러스는 그는 어디서나 불의의 광경에 무관심하지 않았다. 중국인들이 대접을 받은 잔인 무도한 방향은 그들을 대표하여 말하는 데 그를 만들었다. 그는 아메리카 인디언, 멕시코인과 인도인들을 위하여 똑같은 것을 하여 인종차별을 무시의 성과와 이기주의, 거만, 호전성과 욕심을 포함한 기타 여러 요인으로 찾았다.

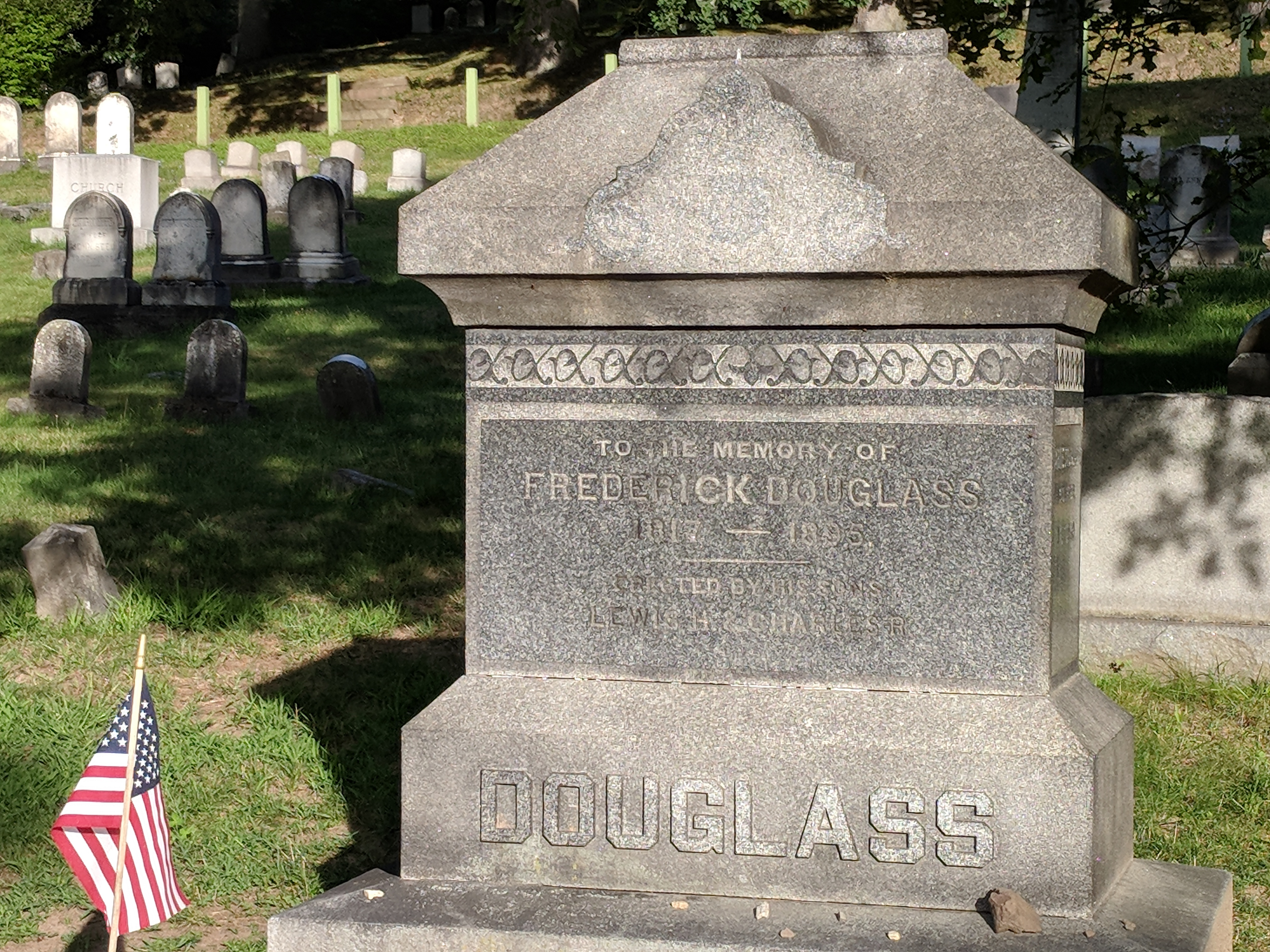
뉴욕주 로체스터 마운트호프 묘지에 있는 더글러스의 묘비

## 사망
1895년 2월 20일 더글러스는 워싱턴 D. C.에서 열린 국가 여성 평의회의 회의에 참석하였다. 그 회의가 있던 동안 그는 강연으로 데려와져 관중들에 의하여 기립 박수가 주어졌다.
저택으로 돌아온지 짧은 후에 더글러스는 대량의 심근 경색 혹은 뇌졸중으로 사망하였다. 그는 로체스터에 있는 마운트호프 묘지에 안장되었다.

## 저서
- 〈미국인 노예 프레더릭 더글러스의 삶의 이야기〉 (1845년)
- 〈나의 속박과 나의 자유〉 (1855년)
- 〈프레더릭 더글러스의 일생과 시간들〉 (1892년)

## 관련 서적
- Frederick Douglass 지음, John Stauffer·Henry Louis Gates 편집, 《The Portable Frederick Douglass》, Penguin Group, 2016년 9월 27일

그의 저작, 연설, 기고문을 모두 모은 책이다.